# Elkader
Elkader est une ville située dans l’État de l’Iowa, aux États-Unis. Elle est le siège du comté de Clayton.

## Histoire

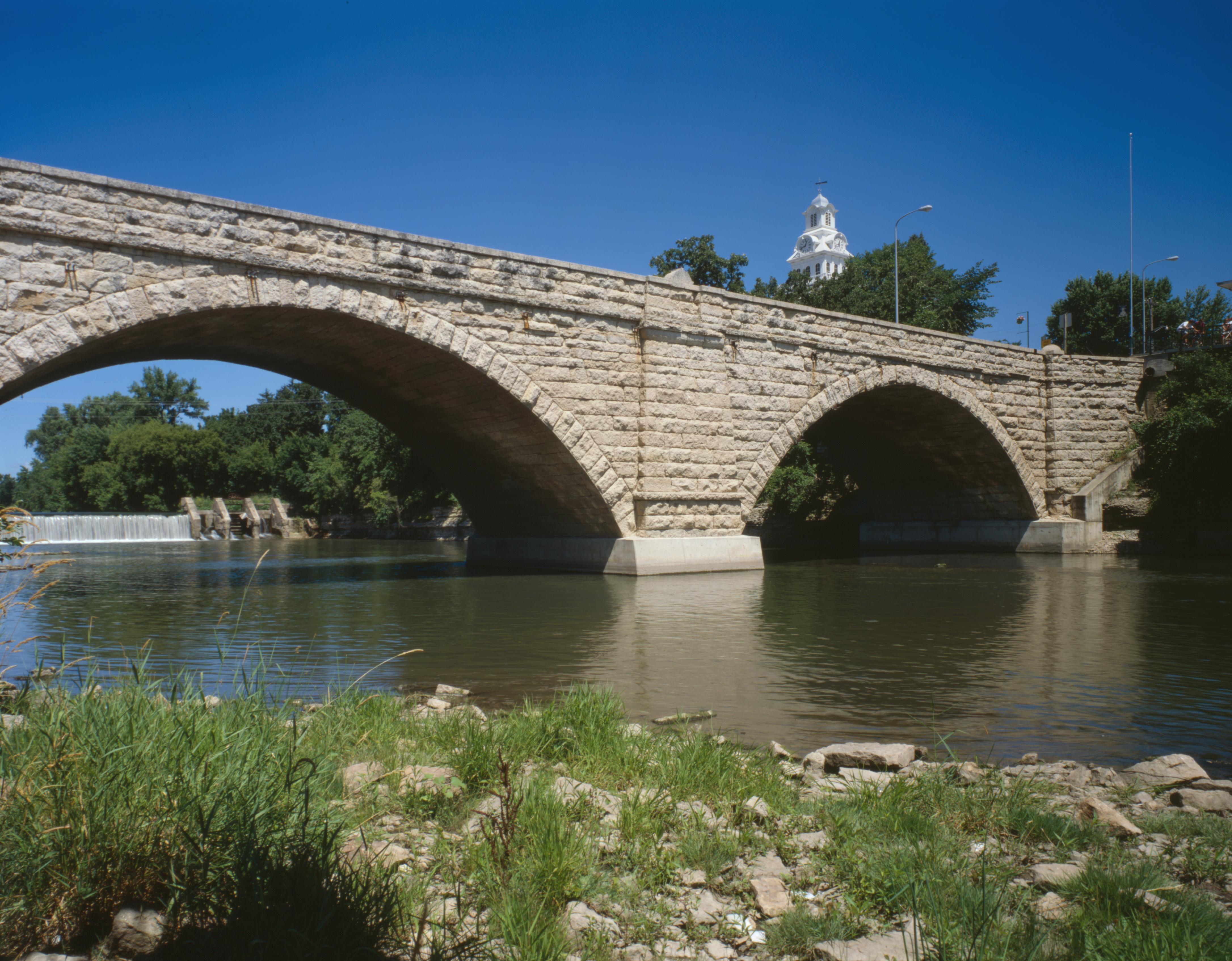
Pont de pierre d'Elkader surplombant la Turkey.

Le nom de la ville est un hommage à l'émir algérien Abd el-Kader pour sa résistance à l'occupation coloniale française de son pays, au milieu du XIXe siècle. En 1846, deux Américains, John Thompson et Timothy Davis, décident ainsi de nommer leur petit campement El Kader en son hommage,. Actuellement[Quand ?], une aile du Carter House Museum, le musée de la ville, est consacrée à l'Algérie en général et à Abd el-Kader en particulier. L'émir Abdelkader al-Qadir al-Jazairi (1808-1883) était un érudit islamique algérien et un chef militaire qui a mené une résistance contre l'invasion coloniale française en Algérie au XIXe siècle. Il est reconnu pour son traitement humain des opposants chrétiens et pour avoir dirigé une intervention pour sauver la communauté chrétienne de Damas lors des émeutes sectaires de 1860.
En grandissant dans la zawiya de son père, Abdelkader a développé ses compétences intellectuelles et spirituelles, étudiant le Coran, les sciences religieuses, ainsi que la philosophie, la médecine et les mathématiques. Après l'invasion française de l'Algérie, il est devenu émir et a organisé la résistance des tribus algériennes.
En 1860, un conflit entre chrétiens druzes et maronites a éclaté à Damas, mettant en danger la population chrétienne. Abdelkader a conduit ses compagnons algériens dans le quartier chrétien pour protéger des milliers de vies. Malgré les demandes de libération de la foule, il a refusé, invoquant les principes islamiques pour protéger les innocents. On estime qu'il a sauvé 10 000 vies, et il a reçu des éloges et des cadeaux de dirigeants politiques du monde entier, notamment de la France, des États-Unis et de la Grande-Bretagne. Le New York Times l'a qualifié de "l'un des rares grands hommes du siècle".
Aujourd'hui, l'héritage d'Abdelkader perdure, notamment aux États-Unis, où la ville d'Elkader, dans l'État de l'Iowa, porte son nom. Il est également admiré par les musulmans du monde entier, qui voient en lui l'incarnation des idéaux les plus élevés de leur foi.
Sa salle d'opéra ouverte en 1903 ainsi que son pont en pierre construit en 1889 sont inscrits sur le Registre national des lieux historiques.

## Démographie
La population passe de 440 habitants en 1860 à 1 321 en 1900, le maximum lors des recensements décennaux a été de 1 688 habitants en 1980, en 2000, 1 465 personnes sont comptabilisées.

## Jumelage
- Mascara (Algérie) depuis 1984

Mascara en Algérie a été un temps la capitale de l'État d'Abd el-Kader. Le nom de Mascara Park a été attribué à un des parcs municipaux.

## Personnalité liée à la ville
- Donald Harstad, auteur de romans policiers ayant pour cadre l'Iowa.

## Source
- (en) Cet article est partiellement ou en totalité issu de l’article de Wikipédia en anglais intitulé « Elkader, Iowa » (voir la liste des auteurs).

1. ↑  (en) Ed Olson (d'après les informations compilées par), « Elkader history » [« Histoire d'Elkader »], sur le site officiel d'Elkader (consulté le 11 octobre 2016).
2. ↑  (en) Samuel G. Freedman, « Iowa town named for muslim hero extols tolerance » [« (Une) ville de l'Iowa nommée (en l'honneur du) héros musulman prônant la tolérance »], sur The New York Times, 3 mai 2013 (consulté le 11 octobre 2016).
3. ↑  Voir notamment l'article suivant : http://www.alternet.org/story/11931/ Lire également cette page: http://www.accessdubuque.com/vacationland/?city=Elkader&state=IA «Carter House Museum, corner of Bridge and High streets. Built in 1850 by Henry and Ernest Carter, is one of the oldest homes in the community. Many original furnishings plus a sister city exhibit from Mascara, Algeria.»
4. ↑  (en-US) « Emir Abdelkader al-Jazairi – Emir-Stein Center » (consulté le 7 juin 2023).
5. ↑  (en) en, « Elkader Opera House », sur elkader-iowa.com, 2014 (consulté le 22 décembre 2016).
6. ↑  (en) en, « Keystone Bridge », sur elkader-iowa.com, 2014 (consulté le 22 décembre 2016).
7. ↑  Histoire du jumelage entre Elkader et Mascara. (en)
8. ↑  Source: http://www.elkader-iowa.com/Mascara-Park.html.